# Фаргам

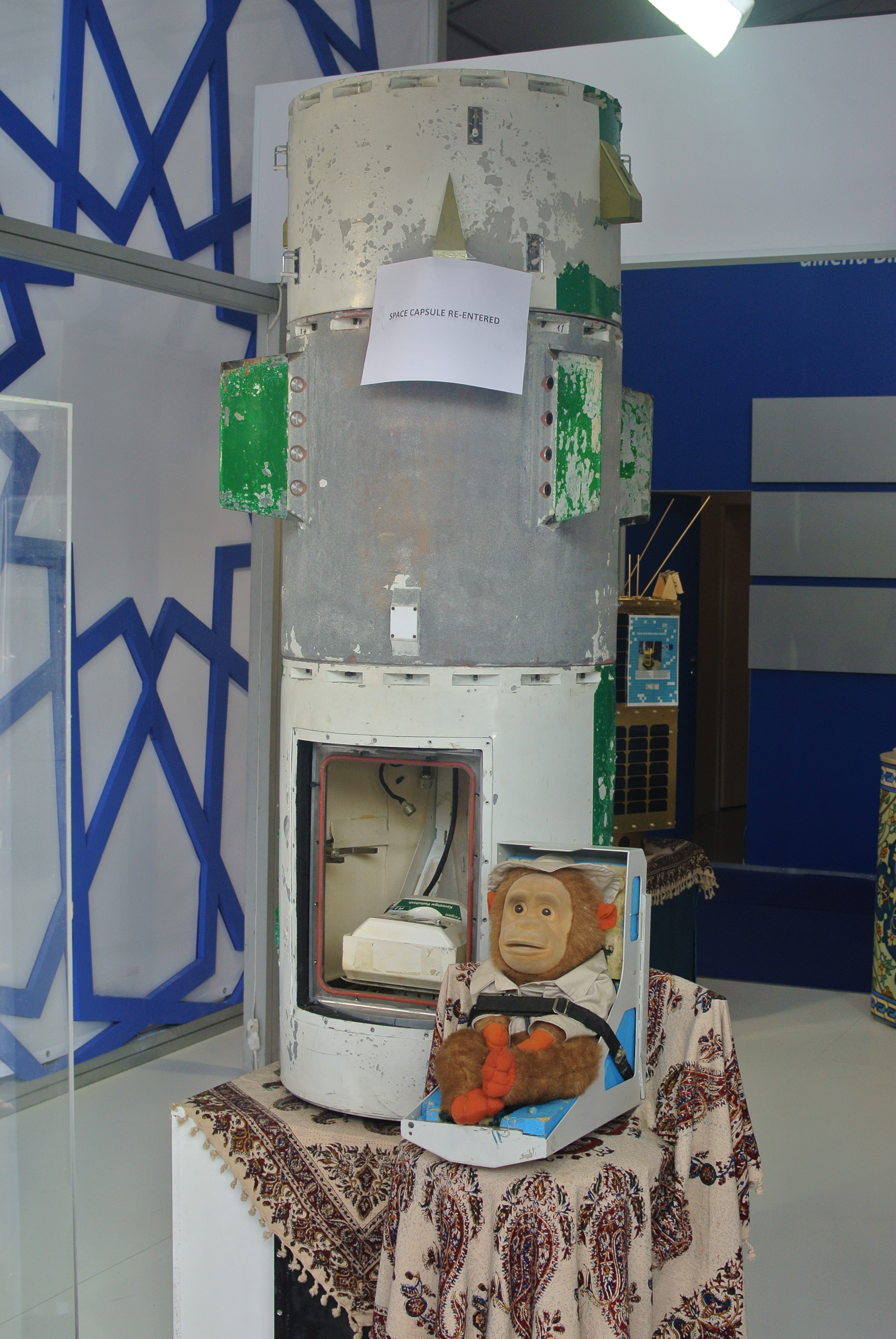
Капсула «Пишгам» с игрушечной обезьяной в кресле

Фаргам (перс. فرگام‎ — переводится как «успешный») — макак, совершивший полёт в космос. Второй примат, успешно выведенным в космос Ираном. 14 декабря 2013, менее чем через год после полёта Афтаба, совершил суборбитальный полёт, достигнув высоты 120 км, и успешно вернулся на землю.

## История запуска
Намерение повторить отправку в космос обезьяны Иранское космическое агентство высказало уже через три месяца после первого успешного полёта. Тогда же было объявлено, что запуск состоится с использованием жидкостной ракеты-носителя.
Сообщение о предстоящем запуске с полигона Семнан появилось 8 декабря. Первым об успешном завершении полёта сообщил официальный сайт президента Ирана Хасана Рухани. Позднее подробности полёта появились на специализированном сайте проекта «Кавошгяр».
Полёт продолжался 10 мин 19 с. За это время герметичная возвращаемая капсула с макаком достигла высоты 120 км. При торможении в плотных слоях атмосферы она нагрелась до 800 °С. Эвакуация обезьяны с места посадки была осуществлена не более чем через 20 минут после старта ракеты.
По словам Хамида Фазели, главы Иранского космического агентства, факт запуска подтвердило НАСА.

## Данные Фаргама
Фаргам — самец макака-резуса возрастом 3 года, ростом 56 см и весом 3 кг. К полёту были подготовлены три обезьяны примерно равных физических характеристик, Фаргам был среди них наиболее миниатюрным и единственным самцом.
Фаргам прошёл цикл предполётной подготовки, включавший карантин, первичное и периодические медицинские обследования, проверки на устойчивость к полётным перегрузкам и вибрации и привыкание к биокапсуле.
После полёта Фаргам был доставлен в Тегеран, где прошёл медицинскую проверку. Ветеринары проверили состояния скелета и легких, провели ультразвуковое обследование и электрокардиографирование. Никаких травм выявлено не было, состояние обезьяны оценивалось как хорошее, отклонений в поведении не наблюдалось.

## Данные ракетного комплекса
В качестве носителя использовалась жидкостная ракета, являющаяся одной из модификаций баллистической ракеты «Шахаб», которая, в свою очередь, является иранской версией советской ракеты Р-17. В качестве полезной нагрузки на носитель была установлена биокапсула «Пишгам» («Пионер») весом 290 кг, общий вес выводимого груза составил 320 кг.
Запуск был выполнен по баллистической траектории. После отделения капсула с макаком достигла максимальной высоты подъёма 120 км. При снижении осуществлялось торможение в плотных слоях атмосферы, а затем выпуск парашютной системы.